# Как закалялась сталь
«Как закалялась сталь» — частично автобиографический роман советского писателя Николая Островского, написанный в период с 1930 по 1934 год. Книга относится по стилистике к жанру социалистического реализма. В апреле 1932 года журнал «Молодая гвардия» начал публикацию романа, в ноябре того же года первая часть вышла отдельной книгой, за ней в 1934 году вышла и вторая часть. В 1935 и 1936 году обе части романа изданы одной книгой.
Роман приобрёл большую популярность и стал самым издаваемым в СССР произведением художественной литературы за 1918—1986 годы: общий тираж 536 изданий составил 36 416 тыс. экземпляров. По данным Государственного музея — гуманитарного центра «Преодоление» им. Н. А. Островского в Москве, к 1 января 1991 года роман был издан на 75 языках народов СССР 773 раза суммарным тиражом 53 854 тыс. экземпляров. (после 1938 года в библиотечных экземплярах было удалено введение «Вместо предисловия» Г. И. Петровского, в котором среди «славных полководцев» упоминался расстрелянный к тому времени как «враг народа» комкор В. М. Примаков, — с оригинальным предисловием Петровского роман был переиздан в 1969 году).
В 1990-е годы после развала СССР роман перестали изучать в школьной программе и произошло массовое изъятие библиотечных экземпляров на макулатуру. В январе 2023 года пресслужба Министерства просвещения РФ сообщила о включении в школьную программу ряда произведений, в том числе и романа «Как закалялась сталь».
В романе отражены события эпохи гражданской войны, гражданской войны на Украине, германской оккупации Харькова и интервенции Антанты, советско-польской войны, дискуссии среди молодёжи о НЭПе, «левой оппозиции», о Ленинском призыве в партию и комсомол, об участии комсомола в «рабочей оппозиции», троцкизме, восстановления народного хозяйства и социалистического строительства в первые годы советской власти.
Опубликованный текст романа существенно отличается от авторской рукописи.

## Описание сюжета
Часть первая. Город Шепетовка, Волынь. 12-летний Павка Корчагин подбрасывает табак в тесто ненавистному учителю-попу, и его выгоняют из школы. Мать устраивает его на подсобную работу в станционный буфет. Однажды ему приходится остаться за сменщика, он засыпает у открытого крана, и в зале ожидания происходит потоп. Официант Прохор жестоко избивает Павку, но старший брат Павки слесарь депо Артём в отместку избивает Прохора. Павка устраивается на электростанцию.
1917 год. Немцы заходят в Малороссию. Они заставляют Артёма и его товарищей вести паровоз с войсками для расправы с партизанами, но машинисты убивают охранника, тормозят состав и сбегают. Матрос Жухрай обучает Павку искусству английского бокса и рассказывает ему о большевиках и Ленине. Павка знакомится с дочерью лесничего Тоней Тумановой. Он нападает на петлюровского солдата, конвоировавшего Жухрая, освобождая своего друга. Петлюровцы собираются расстрелять Павку, но тому удаётся обмануть явившегося для проверки атамана Черняка. Петлюровцы устраивают погром еврейского населения, но вскоре город освобождают красные. Павка вступает в отряд, после переводится в Первую конную армию. Он участвует в Гражданской войне и Советско-польской войне. В бою с поляками под Львовом Павка получает тяжёлое ранение осколком в голову и слепнет на один глаз. С помощью Жухрая он устраивается на службу в ЧК.
Часть вторая. Белое подполье собирается поднять восстание в городе, но большевики разоблачают заговор и арестовывают его участников. Надвигается зима, выясняется, что предатели из руководства Желлескома повели лесоразработки не вдоль железной дороги, а вглубь леса к Боярке, вывезти заготовленные дрова невозможно. Большевики решают проложить узкоколейку, однако в Боярке негде жить, кроме разрушенного здания школы. Терпя лишения, добровольцы вместе с Павкой строят узкоколейку, Павел встречает Тоню, которая вышла замуж за железнодорожного инженера. Его скашивает тиф, товарищи по ошибке считают его погибшим.
Павел работает в электромастерских в Киеве, он и его товарищи вступают в раздор с меньшевиками. Павел не щадит себя, его здоровье ухудшается, теряется работоспособность. В редакцию его не берут из-за неграмотности. Его посылают на отдых в санаторий на побережье Чёрного моря, где от профессоров он узнаёт, что его ожидает «трагедия неподвижности». Павел останавливается в доме подруги своей матери Альбины Кюцам и женится на её дочери Тае. Вскоре его разбивает паралич, оставшийся глаз слепнет. Павел решает не сдаваться, он становится писателем. Тяжёлая операция в Москве не приносит результата. Павел пишет книгу «Рождённые бурей» о своих товарищах из конармии. Но уже готовые первые главы, отосланными для рецензии, на обратном пути почта бесследно теряет. Павел начинает сначала. В случае провала книги планирует покончить с собой. Из издательства приходит положительный отзыв, книгу утверждают к печати.

## История

### Написание романа
Николай Островский писал своему другу Петру Николаевичу Новикову: «Я пробовал писать зарисовки из гражданской войны, из комсомольской жизни, описывал интересные события, типы. Однажды в начале 1920-х гг. пришлось побывать на встрече писателя Сергея Мстиславского с молодёжью Киева. Мстиславский призывал участников встречи описывать героику гражданской войны и трудовых будней. „Вот это, думаю, угодил в самую точку! Дай-ка, думаю, покажу свои сочинения!“ И после встречи попросил Мстиславского просмотреть мои записи. Он в общем их одобрил, но сделал ряд существенных замечаний по языку и манере письма, посоветовал учиться. Но тогда было не до учёбы».
Вспоминая неоднократно совет Сергея Мстиславского учиться писать, получив повторно в 1925 году инвалидную пенсию, Островский полностью отдался литературной учёбе. Осенью 1927 года он сообщал Петру Новикову в письме, что собирается писать «историческо-лирическо-героическую повесть» о боевых делах конармейской бригады. В феврале Островский поступил в Заочный коммунистический университет при Коммунистическом университете имени Я. М. Свердлова, отделение истории Запада и Америки, и подтвердил Новикову, что работа над повестью движется. Встретившись с Новиковым летом 1928 года, Островский сообщил ему, что повесть была закончена и отослана в Одессу бывшим «котовцам» на отзывы. Однако через несколько лет Новиков узнал от Александры Жигиревой, члена партии с дореволюционным стажем, которая познакомилась с Островским в Сочинском санатории летом 1929 года, что рукопись из Одессы обратно не вернулась. По словам Жигиревой «он много рассказывал о работе в комсомоле, горевал о погибшей рукописи».
В конце 1930 года тяжело больной и уже практически ослепший Николай Островский начал писать роман «Как закалялась сталь». Изначально текст романа писался Островским от руки, однако по причине болезни строка находила на строку, разбирать написанное было трудно, темпы написания не удовлетворяли писателя. Однажды он попросил ассистентку взять картонную папку и прорезать в ней полосы размером строки, так родилась мысль о транспаранте. Поначалу это не очень получалось, но техника пользованием транспарантом совершенствовалась с каждым днём, — сначала в транспарант вкладывали по листу, потом стали вкладывать сразу пачку бумаги. Работал автор по ночам в тишине, исписанную страницу нумеровал и сбрасывал на пол. Через какое-то время рука стала болеть и отказала. С этого момента роман стал писаться под диктовку. Диктовал он медленно, отдельными фразами, с большими перерывами между ними. В процессе написания возникли трудности с бумагой, которые с большим трудом удалось решить. Весь 1931 год шла напряжённая работа над первой частью романа, к маю были написаны первые пять глав, к 25 октября все девять глав первой части романа были закончены. В апреле 1932 года писатель получил заказ от издательства на второй том романа. В связи с резким ухудшением здоровья писатель переехал на юг к морю, где продолжил работу над произведением. Вторая часть романа полностью писалась под диктовку и была окончена к середине 1932 года. После издания Островский писал: «Книга издана, значит признана! Значит — есть для чего жить!».
Посланная в журнал «Молодая гвардия» рукопись получила разгромную рецензию: «выведенные типы нереальны». Однако Островский добился вторичного рецензирования рукописи, относительно которой была дана установка партийных органов. После этого рукопись активно редактировали заместитель главного редактора «Молодой гвардии» Марк Колосов и ответственный редактор, писательница Анна Караваева.
Островский признавал большое участие Караваевой в работе с текстом романа; также он отмечал участие Александра Серафимовича, который, как выразился автор, отдавал ему целые дни своего отдыха.
В РГАЛИ есть фотокопии рукописи романа, которые зафиксировали почерки 19 человек. Официально считается, что автор диктовал текст книги «добровольным секретарям». В своих письмах Островский подробно рассказывает о своей работе над романом, существуют воспоминания современников — свидетелей работы писателя над книгой. Текстологические исследования подтверждают авторство Н. Островского.

### Первые публикации
В апреле 1932 года журнал «Молодая гвардия» начал публиковать роман Островского; в ноябре того же года первая часть романа вышла отдельной книгой, за ней вышла и вторая часть. Роман приобрёл большую популярность после знакомства с автором журналиста и общественного деятеля Михаила Кольцова, опубликовавшего в газете «Правда» очерк «Мужество» о Николае Островском. Островского наградили орденом Ленина. Правительство Украины построило для него в Сочи новый дом, на улице его имени. Писателю дали квартиру в Москве на Тверской улице (тогда улице Горького). Для того времени это было уже признание его статуса как классика советской литературы. В 1936 году Наркомат обороны присваивает ему почётное звание бригадного комиссара. Шьётся специальная форма, в ней Островский практически всегда и фотографируется. Чтобы посетить его, делегации выстраиваются в очередь.

## Изменения в тексте романа по мере выхода новых изданий
Роман был издан в период перехода от НЭПа к государственному строительству в СССР, во время которого произошла смена идеологии, был завершён разгром троцкизма и его сторонников. Под прямым и косвенным давлением как редакторов прижизненных изданий романа, так и самоцензуры автора текст романа при подготовке к печати многократно редактировался как с одобрения, так и без одобрения автора. В результате тексты романа существенно отличаются между собой в исходной рукописи автора, в первом журнальном издании, в первом полном издании на украинском языке (1934), в первом польском издании (1934). Серьёзно отличается от рукописи и так называемое «Первое полное издание, напечатанное по тексту рукописи», 1935 г., где Островский сумел настоять на своём и восстановить наиболее важные для него отвергнутые фрагменты текста.
Под названием «Закалялась сталь» в СССР отдельной книгой в 1926 году уже выходила повесть о гражданской войне А. И. Бусыгина, в 1937 году попавшая в список книг подлежащих изъятию из библиотек и книготорговой сети, весь тираж был изъят полностью.
В 1937 году, к 20-й годовщине Октября, вышло 36-е издание романа, книга была переведена на иностранные языки, вышла свет в 1937 году в большинстве западноевропейских стран, опубликованы созданные в 1935 году Островским и Зацем либретто и сценарий, вышедшие в издательстве «Искусство» под названием «Как закалялась сталь. Лит. сценарий». Тогда же начались театральные постановки (Е. И. Габриловича, Ф. П. Бондаренко, В. Ф. Торского, А. Донатти, также свой вариант инсценировки предложил В. Э. Мейерхольд, но премьеры в его театре не состоялось), одновременно с этим был дан старт Большому террору, последовали массовые аресты, в том числе некоторых упомянутых в книге и связанных с нею лиц — И. А. Мусульбасе, А. И. Пузыревском и др. Михаил Кольцов, благодаря которому вся страна узнала о самом факте существования парализованного молодого писателя и его книге, был арестован как «враг народа». В 1937—1941 годы роман тем не менее интенсивно переводился и издавался как на языках народов СССР (коми, марийский, чеченский, южно-алтайский), так и переиздавался и во время войны, в блокадном Ленинграде, включая издания для старших классов и юношества, особенно интенсивно в первое послевоенное десятилетие.
Впервые исследования и публикации фрагментов рукописи романа, не вошедшие по цензурным, редакторским и авторским соображениям в какие-либо издания, появились только в 1960-е и 1970-е годы.
В переиздании трёхтомника собрания сочинений Николая Островского, вышедшего в 1989 и 2004 годах, исследователем, биографом и литературоведом Е. Бузни впервые были приведены в примечаниях наиболее значимые удалённые тексты и главы романа по оригиналам ранних рукописей романа.
В целом, как отмечает ряд исследователей, из известного канонического текста романа были убраны крайне важные для современного понимания психологии молодёжи тех лет эпизоды участия Павла Корчагина в «Рабочей оппозиции», упоминания дискуссии о профсоюзах, убраны эпизоды с Л. Троцким в армии и на фронте, бурными дискуссиями тех лет с троцкистами и оппозиционерами, приведшими к расколу в рабочей, молодёжной беспартийной, партийной и комсомольской среде, сюжетные линии о поддельном студенчестве «приспособленцев» во времена нэпа, об агрессивном мещанстве в быту, существенно изменена или скорректирована любовная сюжетная линия главного героя, отразившая в первоначальной журнальной публикации, первом украинском издании и рукописи некоторые личные факты краха семейных отношений Николая Островского.

## Экранизации
Роман неоднократно экранизировался в СССР. Первая попытка экранизации книги Николая Островского произошла в 1935 году на основе совместно написанного с режиссёром Моисеем Зацем киносценария. Островский остался недоволен пробными материалами, и кинолента не была закончена. Уже после смерти Островского в 1936 году и гибели на фронте в 1942 году Заца режиссёром Марком Донским был создан фильм «Как закалялась сталь», который вышел в 1942 году — в тяжёлое время Великой Отечественной войны. Тогда главный герой романа Павел Корчагин призван был вдохновить на подвиги советских людей, ведущих борьбу с нацистскими захватчиками. Его образ воплотил актёр Виктор Перист-Петренко. Сразу же после съёмок в фильме он ушёл на фронт.
В 1957 году вышла совместная режиссёрская работа Владимира Наумова и Александра Алова «Павел Корчагин», в которой главного героя сыграл Василий Лановой.
В 1973 году режиссёром Николаем Мащенко был создан шестисерийный телефильм «Как закалялась сталь», в котором образ Корчагина воплотил на экране Владимир Конкин. Фильм получил две премии им. Ленинского комсомола.
Павка в исполнении Конкина отличался от прежних экранных Корчагиных бо́льшим лиризмом, романтичностью и интеллигентностью. В 1975 году под тем же названием «Как закалялась сталь» вышла также киноверсия этого фильма.
В 2000 году 20-серийный телевизионный фильм «Как закалялась сталь», снятый китайскими кинематографистами на Украине, был признан в Китае лучшим сериалом года. В роли Корчагина снялся украинский актёр Андрей Саминин — сериал-экранизация китайской государственной телерадиокомпании CCTV. В 1999 году CCTV адаптировала одноимённую телевизионную драму из оригинального произведения «Как закалялась сталь», в которой приняли участие украинские актёры. Трансляция сериала в 2000 году была хорошо принята в КНР. Автор сценария: Лян Сяошен и др. Режиссёр: Хан Ган. Сериал получил премию China TV Golden Eagle и награду «Flying Award» за лучшую длинную китайскую телевизионную драму.

## Влияние
Перевод романа «Как закалялась сталь» на японский язык был выполнен в 1936 году японским театральным режиссёром Рёкити Сугимото, который позднее, в 1938 году, вместе со своей женой Ёсико Окада бежал из Японии в СССР, где был расстрелян как иностранный шпион.
По словам председателя Всекитайского комитета Народного политического консультативного совета Китая Ли Жуйхуаня, роман и его герой Павел Корчагин обрели большую популярность в Китае.
В 2007 году главный редактор китайского журнала «Литература и искусство России» Ся Чжунсянь отметила, что в Китае роман не потерял своего значения и в начале XXI века.
Согласно справочнику «Москва. Именные улицы города», выпущенному в 2010 году, в честь Павла Корчагина была названа улица в Москве — единственная в городе, получившая имя литературного героя.
На крымскотатарский роман перевёл Алим Амди.